# 小镇疑云 (1996年电影)
《小镇疑云》是一部1996年美国新西部推理片，由约翰·塞勒斯编剧、剪辑和执导。克里斯·庫柏、克里斯·克里斯托佛森、马修·麦康纳和伊丽莎白-佩尼亚等演员联袂出演。故事发生在得克萨斯州南部的一个小镇上，讲述了一名警长调查其前任谋杀案的故事。